# Denise Ramsden
Denise Ramsden (Yellowknife, Territoris del Nord-oest, 21 de novembre de 1990) és una ciclista canadenca professional des del 2011. El 2012 va guanyar el campionat nacional en ruta.

## Palmarès
- 2009
  -  Campiona del Canadà sub-23 en ruta
  -  Campiona del Canadà sub-23 en contrarellotge
- 2011
  -  Campiona del Canadà sub-23 en ruta
  -  Campiona del Canadà sub-23 en contrarellotge
- 2012
  -  Campiona del Canadà en ruta
- 2014
  - 1a al Gran Premi de Gatineau
- 2015
  - 1a al Sea Otter Classic (carretera)